# Hammer Oberlind

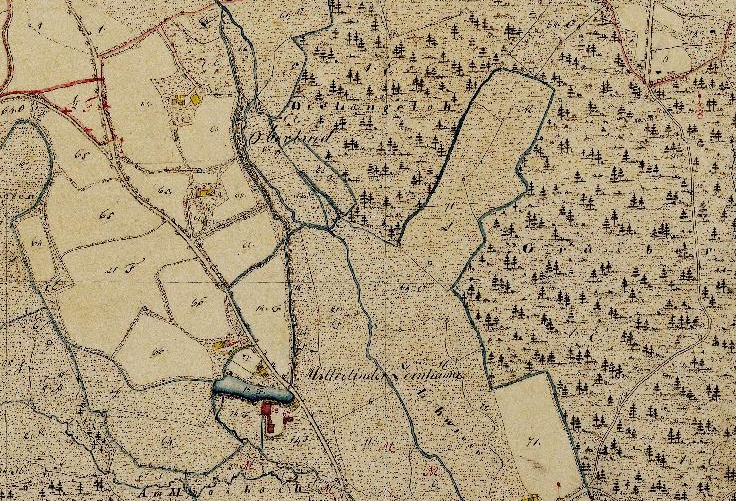
Lageplan von Oberlind in der Bayerischen Uraufnahme

Der Hammer Oberlind lag in dem gleichnamigen Gemeindeteil Oberlind der oberfränkischen Gemeinde Mehlmeisel. Der Eisenhammer wurde vom Wasser der Fichtelnaab angetrieben.

## Geschichte
In dem Lehensrevers, den Sebastian von Hirschberg vom 14. Dezember 1477 für die Veste Ebenode erhalten hat, wird auch „eine wüstung genannt Oberlind“ erwähnt. Unter die Schürferlaubnis, die Kurfürst Philipp von der Pfalz den Brüdern Hermann und Hans von Hirschberg im April 1478 ausstellte, fiel auch das Recht, Hammerwerke zu errichten. In Folge dieser Übergabe des Bergregals entstand 1602 das Hüttenwerk Gottesgab. 1609 wurde an den damals dicht bewaldeten Ufern der Naab ein neuer Hochofen errichtet, in dessen Nähe eine Siedlung mit einem Eisenhammer, einer Sägemühle, einer Schmiede und einem Brauhaus entstand, die den Namen Oberlind erhielt.
1635 wurde der Ort im Zuge des Dreißigjährigen Krieges überfallen, geplündert und in Brand gesteckt. Danach wurde der Hammer Oberlind, der damals von Otto Loefen geleitet wurde, aber wieder in Betrieb gesetzt. Otto Loefen wurde vorerst im Besitz des Hammers Oberlind belassen. Mit ihm wurde von der Regierung ein Vertrag geschlossen, nach welchem ihm der Hammer für eine jährliche Pachtsumme überlassen werde. Auf dem Hammer arbeitete sodann Carl Heider, der frühere Harnischblechschmied des Werkes, und hernach sein Sohn Georg. Nach Beendigung des Dreißigjährigen Krieges hat der Kurfürst das Werk als ein „ins freie gefallene Berglehen“ an sich gezogen.
1654 wird als neuer Verwalter Peter Lödel eingesetzt, der aber 1656 wieder durch Ernst Friedrich Schneider abgelöst wurde. Unter staatlicher Verwaltung konnte das Werk keine Gewinne erzielen und so wurde es an einen privaten Unternehmer verpachtet, unter dem es wieder zu einem beachtlichen Aufschwung kam. Am 20. März 1658 kam der Hammer Oberlind an Johann Ernst von Altmannshausen, kurfürstlicher Obristwachtmeister zu Fuß, der auch bei der Pachtverlängerung von 1663 erscheint, 1674 konnte er diesen Hammer ganz kaufen. Zu dem Hammer gehörten ein Brauhaus, eine Mühle und eine Schmiede (Wagen- und Hofbeschlag). Altmannshausen musste 1689 wegen des Vorwurfs der Unterschlagung von Einnahmen gegenüber dem Landesherrn fluchtartig das Land verlassen, und so gelangte der Hammer Oberlind wieder unter staatliche Aufsicht. Der Landrichter von Kemnath, Macolini, erhielt als Bergoberst die Oberaufsicht über Nieder- und Oberlind. Oberlind scheint wegen Unrentabilität zu Beginn des 19. Jahrhunderts stillgelegt worden zu sein.